# Człowiek o błękitnej duszy
Człowiek o błękitnej duszy – polski niemy film fabularny (dramat) z 1929 roku.

## Fabuła
Pogrążony w depresji malarz Jan Granowski codziennie przysłuchuje się, jak jego sąsiadka gra Sonatę Księżycową Ludwiga van Beethovena na fortepianie. Artysta maluje portret swojego wyobrażenia o kobiecie. Pewnego dnia fortepian milknie, bo pianistka z powodu kłopotów finansowych jest zmuszona sprzedać fortepian. Jan niedługo później spotyka na korytarzu nieznajomą, w której rozpoznaje utalentowaną sąsiadkę. Para zakochuje się w sobie.

## Obsada
- Zbigniew Sawan – malarz Jan Granowski
- Eugeniusz Bodo – rzeźbiarz Roman Warczyński, przyjaciel Jana
- Dolores Orsini – Halina Marzyńska, młoda pianistka
- Tekla Trapszo – matka Haliny
- Alina Konopka – tancerka Elwira Wińska
- Władysław Walter – gospodarz domu
- Ludwik Lawiński – krawiec
- Jan Kowalski – dyrektor kabaretu
- Aleksandra Byczyńska – pokojówka

## Odbiór
Film zebrał krytyczne recenzje, w których zarzucano m.in. słabą grę aktorską większości obsady, w tym odtwórcy głównej roli. Zła prasa doprowadziła do zamknięcia firmy produkującej obraz, jak też do zakończenia kariery przez reżysera, Michała Machwica. Występ w Człowieku… przekreślił kariery aktorów, którzy zadebiutowali w filmie, tj. Dolores Orsini, Aliny Konopki, Jana Kowalskiego i Aleksandry Byczyńskiej.